# トヨタ・カローラEX
カローラEX（カローラ イーエックス、COROLLA EX）は、天津一汽トヨタ自動車が生産・販売していたセダンである。

## 概要
- 2004年2月23日 - 天津一汽トヨタ自動車から販売開始。

- 2017年2月17日 - 既存の3代目ヴィオスに統合されるかたちで販売終了。

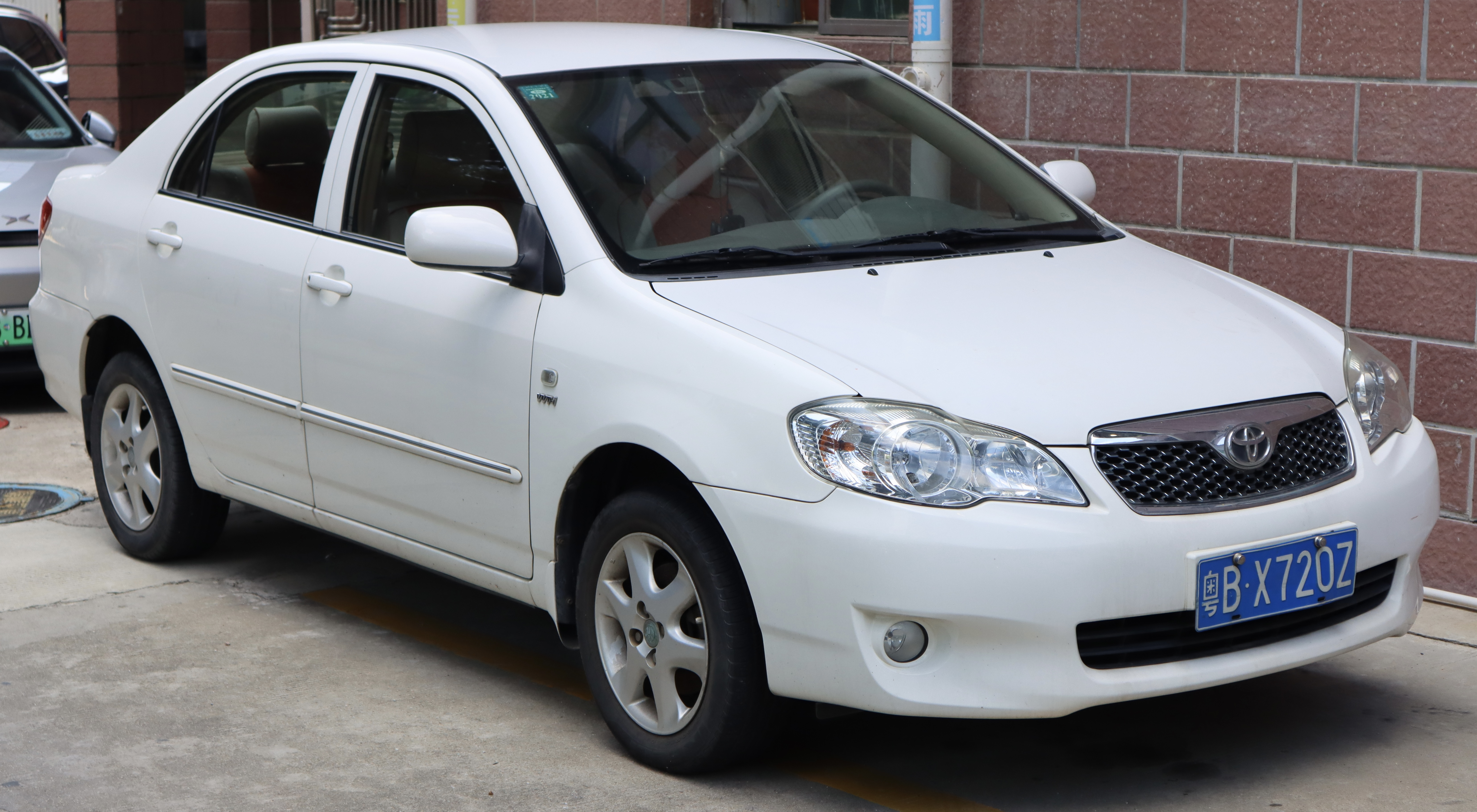
前期型（フロント）
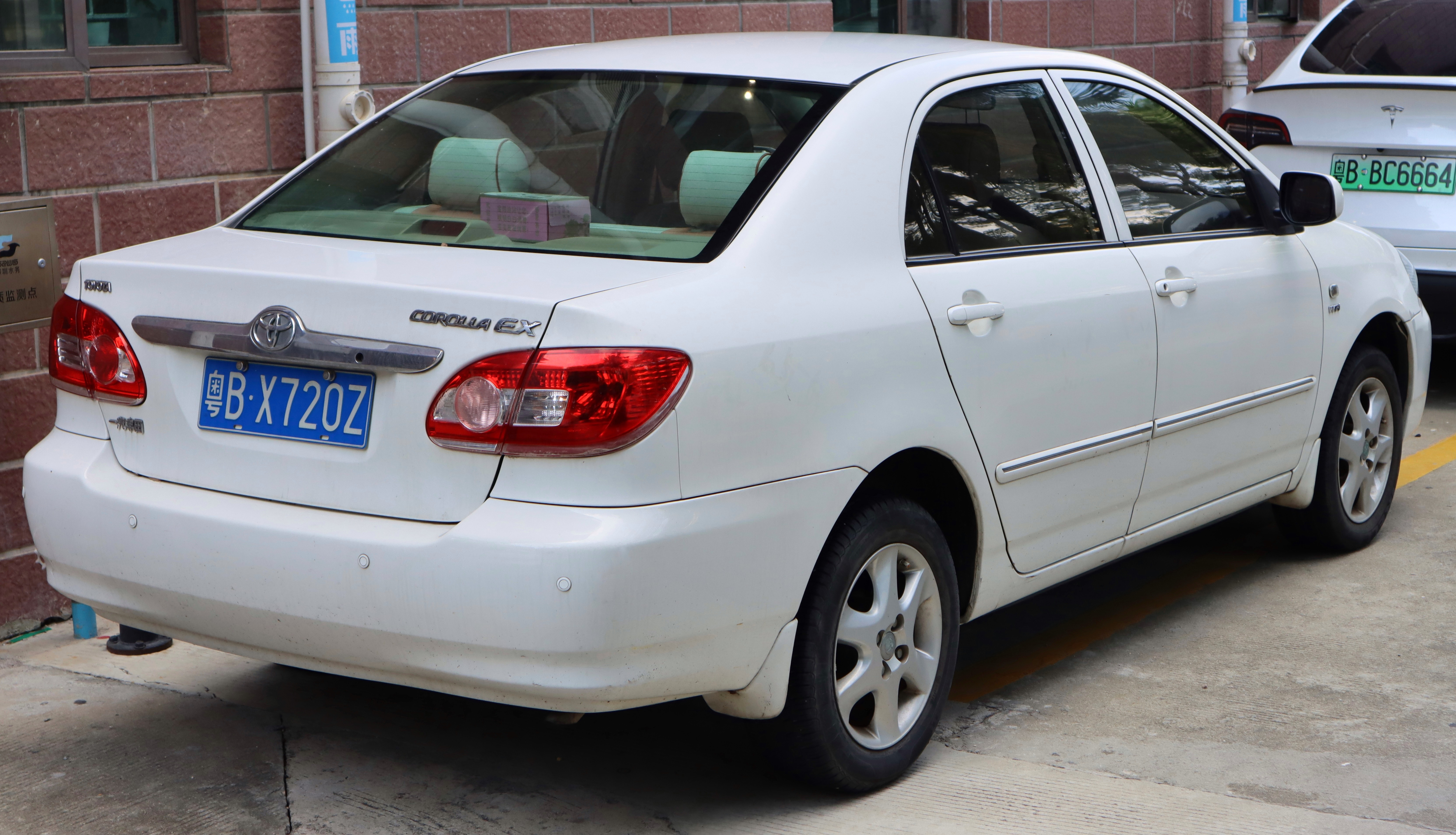
前期型（リア）